# 抱茎蓼
抱茎蓼（学名：Polygonum amplexicaule）为蓼科蓼属下的一个种。

## 扩展阅读
- 維基物種上的相關：抱茎蓼